# After the Wind
After the Wind: 1996 Everest Tragedy – One Survivor’s Story ist ein englischsprachiges Sachbuch von Lou Kasischke, in dem der Autor seine Erfahrungen als Kunde bei Rob Halls Expedition während des Unglücks am Mount Everest am 10./11. Mai 1996 beschreibt. Bei dem Unglück starben acht Bergsteiger, darunter vier von der Hall-Expedition. Es war der schlimmste Bergunfall am Mount Everest bis zum Lawinenunglück im Jahr 2014. Das Buch enthält 55 Illustrationen von Jane Cardinal und wurde im April 2014 beim Verlag Good Hart Publishing veröffentlicht.

## Überblick
Ursprünglich nach der Tragödie geschrieben, wartete Kasischke 16 Jahre auf die Veröffentlichung von After the Wind. Im Mittelpunkt des Buches stehen die Ereignisse bis zum Aufstieg, Kasischkes Erlebnisse auf dem Berg und seine Motivation, rund 120 Meter unterhalb des Gipfels umzukehren, sowie die innige Beziehung zu seiner Frau Sandy. Mit den analytischen Fähigkeiten, die Kasischke in seiner langjährigen Tätigkeit als Wirtschaftsanwalt erworben hat, bietet er neue Analysen der Tragödie und der Entscheidungen – sowohl individueller als auch kollektiver Art –, die zur Tragödie beitrugen. Obwohl Kasischke es vermeidet, einzelne Personen für die Tragödie verantwortlich zu machen, stellt er fest, dass die Anwesenheit des Journalisten Jon Krakauer Rob Hall, dessen Unternehmen Adventure Consultants im Wettbewerb mit Scott Fischers Mountain Madness stand, dazu geführt haben könnte, dass der Bergführer Rob Hall untypische Risiken am Berg einging, um so viele Kunden wie möglich auf den Gipfel zu bringen und anschließend günstige Presseberichte von Krakauers Bericht zu erhalten.

## Rezeption
After the Wind erhielt überwiegend positive Kritiken. Kirkus Reviews hat das Buch mit einem Sternchen versehen und es als „eine lebendige, intime Geschichte beschrieben, die mit großer Klarheit und Liebe zum Detail eine unvergessliche Überlebensgeschichte erzählt“. Blue Ink Reviews bezeichnete das Buch als „nachdenkliche, gut geschriebene Liebesgeschichte“ und „eine packende Beschreibung über das Navigieren und Bergsteigen am Everest“ und verlieh dem Buch eine Sternchen-Rezension. Das Buch war auch für den Kirkus-Preis 2014 in der Kategorie „Sachbücher“ nominiert und war Finalist für den Eric Hoffer Grand Prize und die First Horizon Book Awards.

## Auszeichnungen
- Goldmedaille: Benjamin Franklin Book Award, Best New Voice in Nonfiction[4]
- Bronzemedaille: Foreword Reviews’ Book of the Year Award: Adventure[5]
- Gewinner: New York Book Festival, Memoir[6]
- Gewinner: National Indie Excellence Book Award, Adventure and Memoir[7]
- 1st Runner-Up: The Eric Hoffer Book Award for Independent Books, Memoir, 2015[8]
- Gewinner: Shelf Unbound Best Independently Published Book[9]
- Bronzemedaille: Independent Publishers Association Book Award, Sports[10]

### Filme
- In eisige Höhen – Sterben am Mount Everest, Fernsehfilm aus dem Jahr 1998.
- Everest, Spielfilm aus dem Jahr 2015.